# Manhattan Madness
Manhattan Madness is een Amerikaanse filmkomedie uit 1916 onder regie van Allan Dwan. In Nederland werd de film destijds uitgebracht onder de titel Om 5000 dollars.

## Verhaal
De jonge New Yorker Steve O'Dare is naar Nevada vertrokken om er cowboy te worden. Hij keert nu terug naar zijn thuisstad om een paar paarden te verkopen. Hij verveelt zijn vrienden met verhalen over zijn spannende leven in het Wilde Westen. Daarom besluiten ze hem in de maling te nemen door middel van een in scène gezette ontvoering.

## Rolverdeling
| Acteur            | Personage      |
| ----------------- | -------------- |
| Douglas Fairbanks | Steve O'Dare   |
| Jewel Carmen      | Het meisje     |
| George Beranger   | De butler      |
| Ruth Darling      | De meid        |
| Eugene Ormonde    | Graaf Marinoff |
| Macey Harlam      | De booswicht   |
| Warner Richmond   | Jack Osborne   |
| John Richmond     | Cupid Russell  |
| Albert MacQuarrie |                |